# Юріївка (Баштанський район)
Ю́ріївка (до 2024 року — Ю́р'ївка) —  село в Україні, у Снігурівській міській громаді Баштанського району Миколаївської області. Населення становить 841 особу. Розташоване на річці Інгулець. 

## Історія
Село засновано 1808 року. Також носило назву Георгіївка. Станом на 1886 рік мешкало 87 осіб, мало 13 дворів, в селі була камера мирового судді. До 1920 року входило до складу Отбідо-Василівської волості Херсонської губернії.
19 вересня 2024 року Верховна Рада підтримала перейменування села Юр'ївка на Юріївка. 26 вересня 2024 року перейменування набуло чинності.

## Населення

### Мова
Розподіл населення за рідною мовою за даними перепису 2001 року:
| Мова       | Кількість | Відсоток |
| ---------- | --------- | -------- |
| українська | 811       | 96.43%   |
| російська  | 29        | 3.45%    |
| циганська  | 1         | 0.12%    |
| Усього     | 841       | 100%     |